# Andromède X
Ne soit pas être confondu avec χ (Chi) Andromedae.
Andromeda X (And 10) est une galaxie naine sphéroïdale, galaxie satellite de la galaxie d'Andromède (M31).

## Observations
Découverte en 2005, Andromeda X se situe à une  distance au Soleil d'environ 700 kpc (∼2,28 millions d'al).